# 戴惠巨人

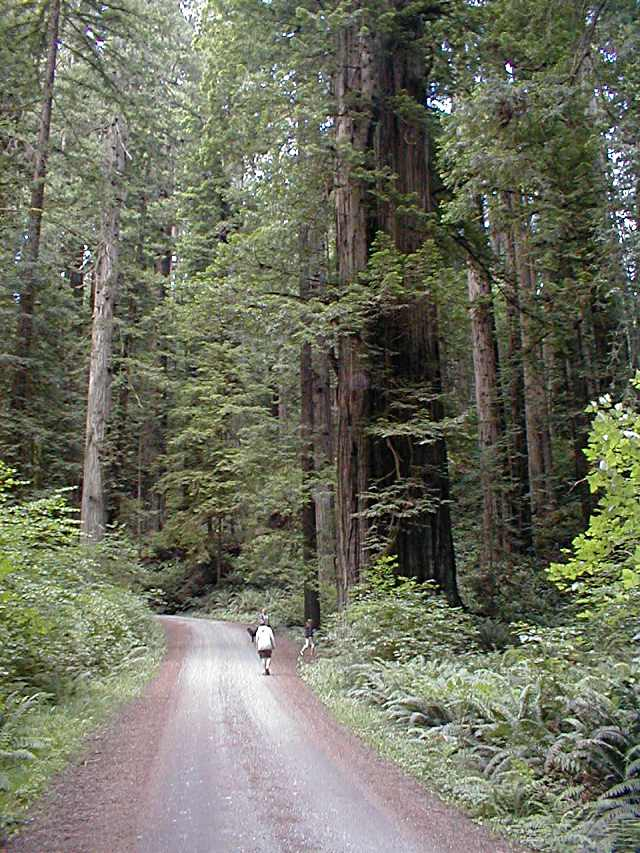
戴惠巨人生長於的美國加州杭波特紅木公園

戴惠巨人（Dyerville Giant）是加州紅木，生長於美國加州杭波特紅木公園，曾經被認為是有記錄以來長得最高的樹（也是長得最高的生物），高113.4米（約等於三十層樓高），底部直徑達5.06米，樹幹容量為807立方米，相信可能已經活了二千五百多年。根據理論，任何樹木的高度極限為122至130米，因為在這高度以上的樹木便會因為重力及摩擦問題影響水分流到樹頂，所以戴惠巨人的高度已達極限。
戴惠巨人於1991年倒塌。
戴惠巨人倒塌後，同樣生長在美國加州杭波特紅木公園（Humboldt State Park）的同溫層巨人（Stratosphere Giant）短暫地成為現存已知最高的樹木，它高112.6米，底部直徑約七米，約生長了1,600多年。該紀錄一直保持到2006年亥伯龙树（115.85米）在紅木國家公園被發現為止。

## 參看
- 加州紅木
- 同溫層巨人
- 亥伯龙树
- 世界之最